# Император Японии
Импера́тор Япо́нии (яп. 天皇 Тэнно:) — символ государства и единства нации Японии, исполняющий функции формального главы государства. В условиях конституционной монархии выполняет преимущественно представительские функции, имея намного меньше полномочий, чем, например, британский монарх. Реальной властью обладает глава кабинета министров — премьер-министр Японии. Титул императора передаётся по мужской линии.
Царствовавший с 7 января 1989 года император Акихито 30 апреля 2019 года отрёкся от престола. 1 мая 2019 года императором стал его старший сын Нарухито.

## Титулы
Японское иероглифическое сочетание тэнно: — «Небесный хозяин», «небесный государь» — обычно переводится на русский язык как «император». Оно попало в Японию из Китая. Древние японцы произносили это слово как сумэра микото, субэраги или субэроги — «Правящий хозяин», и обозначали им собственного монарха. В древнем Китае оно звучало как тяньхуан и указывало на даосское божество Тяньхуан, олицетворение Полярной звезды, хозяина Неба и одного из трёх владык вселенной. Термин «Небесный хозяин» был религиозным, поэтому в истории Китая ни один правитель, за исключением императора Гао-цзуна из династии Тан, не употреблял это слово как титул.
По материалам «Анналов Японии», титул тэнно: в отношении японского монарха впервые использовал принц-регент Сётоку. В 608 году он направил китайской стороне государственную грамоту, в которой называл китайского правителя «Хозяином и владыкой Запада» (яп. 西皇帝 морокоси но кими), а японского — «Небесным хозяином Востока» (яп. 東天皇 ямато но тэнно:). Вероятно, принятие правителями древнего японского государства Ямато нового титула тэнно: должно было подчеркнуть их божественное происхождение и сакральную природу их власти. Они укрепляли свой статус всеяпонского первосвященника, который путём совершения ритуалов и проведения праздников сливался с божеством и управлял страной от его имени. Именно такое понимание этого титула отразилось в его старояпонском названии сумэра микото, где сумэра означало «управлять, править», а микото обозначало «хозяина» и «божество» одновременно.
Основным титулом японских монархов был тэнно, однако существовало много других синонимических титулов и обращений, обозначавших их личность. В частности, с середины VII века, для подчёркивания сочетания божественной и человеческой природы правителя, его называли арахито-гами (яп. 現人神, «богочеловек») или акицу-миками (яп. 現御神, «воплощённое божество»). Древний титул хи-но-мико (яп. 日の御子, «сын Солнца») использовался для подчёркивания происхождении рода монарха от синтоистской богини солнца Аматэрасу. Также принимались следующие старояпонские титулы и обращения, которые подчёркивали высокое место правителя в социальной иерархии:
| первейший (яп. 一人 итидзин)                          | его праздничное высочество (яп. 聖上 сэйдзё:) |
| его первейшее высочество (яп. 上御一人 камиго итинин) | его господское высочество (яп. 主上 сюдзё:)   |
| его правящее высочество (яп. 今上 киндзё:)            | господствующий (яп. 当今 то:гин)              |
| его хозяйственное высочество (яп. 皇上 ко:дзё:)       | правящий (яп. 当代 то:дай)                    |
| великий хозяин (яп. 大君 о:кими)                      | святой (яп. 聖 хидзири)                       |
| его достопочтенность (яп. 至尊 сисон)                 | его высочество (яп. 上 уэ/ками)               |

Кроме японских титулов, употреблялись и китайские, которыми традиционно обозначали императоров китайских династий и которые были тесно связаны с китайскими философскими концепциями Поднебесной, Небесного мандата, фэншуй и т. д. Например:
| мириада колесниц (яп. 万乗 бандзё:)                    | хозяин Поднебесной и мириады колесниц (яп. 一天万乗之君 иттэн бандзё: но ками) |
| хозяин мириады колесниц (яп. 万乗之君 бандзё: но ками) | южноликий (яп. 南面 наммэн)                                                    |
| повелитель четырёх морей (яп. 御 гё:)                  | его южноликость (яп. 南面之至 наммэн но си)                                    |
| хозяин Поднебесной (яп. 一天之君 иттэн но ками)        | сын Неба (яп. 天子 тэнси)                                                      |

Также существовал ряд титулов буддистского происхождения, поскольку японского монарха считали покровителем буддизма в стране.
| господин десяти добродетелей (яп. 十善の主 дзю:дзэн но орудзи) | золотое колесо (яп. 金輪 конрин).                        |
| ван десяти добродетелей (яп. 十善の王 дзю:дзэн но о:)          | святой ван золотого колеса (яп. 金輪聖王 конрин дзё: о:) |
| хозяин десяти добродетелей (яп. 十善の君 дзю:дзэн но кимидзи)  | святой хозяин (яп. 聖皇 сэйко:)                          |

Использовались также косвенные названия, обозначавшие японского монарха. Они возникли благодаря традиции табуирования имён правителей, а местами — и титулов. В частности, монарха часто называли словами, которые ассоциировались с его резиденцией: «врата» (яп. 御門 микадо), «покои» (яп. 内 ути), «двор» (яп. 公 о:якэ) или «дворец» (яп. 宸儀 синги). Поскольку доступ к резиденции был строго регламентирован, правителя также именовали «запретный дворец» (яп. 禁裏, 禁裡 кинри) или «тот, кто живёт в запретном дворце» (яп. 禁中 кинтю:). Иногда монарха называли по его средству передвижения: «паланкин» (яп. 乗輿 дзё:ё) или «карета» (яп. 車駕 сяга). Существовало также уважительное обращение хэйка — «подножие», что указывало на подножие лестницы императорского дворца. В русском языке это обращение традиционно передают как «Его величество».
Начиная с 1868 года, после реставрации Мэйдзи, основным официальным титулом японских монархов в отношениях с правителями из-за рубежа стал титул тэнно. Его переводили на европейские языки как «император». Наряду с этим титулом официально использовался титул котэй, прямой аналог китайского императорского титула хуанди. В апреле 1936 года, в результате унификации титулов, тэнно стал единственным обращением к японскому монарху в международных документах на японском языке.

## Имена
Японские императоры не имеют фамилий. Их прижизненные имена табуируются и не употребляются в официальных источниках на японском языке. После смерти императоров их называют посмертными именами, которые состоят из двух частей: имени, прославляющего добродетели покойного монарха, и титула тэнно: — «император». Например:
| Прижизненное имя               | Посмертное имя                                                     |
| Каму ямато иварэхико-но микото | император Дзимму (дзимму тэнно, император Божественный воин)       |
| Муцухито                       | император Мэйдзи (мэйдзи тэнно, император Просвещённого правления) |
| Хирохито                       | император Сёва (сёва тэнно, император Просвещённого мира)          |

Традиция присвоения посмертных имён зародилась в VIII веке, во времена существования системы рицурё. По этой традиции они образовывались путём сочетания иероглифов, взятых из посмертных имён императоров-предшественников. К посмертному имени также прилагались название места нахождения императорского дворца покойного монарха и название его гробницы.
Имя правящего императора также табуируется в японском языке. Его называют просто тэнно — «император» или киндзё тэнно — «правящий император». На русском языке такого монарха называют по прижизненному имени, добавляя перед ним обращения «Его величество» или «Его величество император».

## Легенда о происхождении императоров
Согласно легенде, императоры Японии являются прямыми потомками богини солнца Аматэрасу. Аматэрасу унаследовала Землю и через некоторое время послала своего внука Ниниги править Японскими островами, сотворёнными её родителями. Когда Ниниги готовился покинуть Небо, она дала ему три предмета, которые должны были облегчить ему путь: бронзовое зеркало, ожерелье из драгоценных камней и меч. Получив эти вещи, которым суждено было стать регалиями японских императоров, принц Ниниги спустился с Неба на вершину горы Такатико, что находится на острове Кюсю. Он женился и со временем передал регалии своему внуку Дзимму, первому земному императору Японии.
Согласно легенде, император Дзимму правил ещё в 660 году до н. э., но первое реальное документальное упоминание об императоре как главе государства приходится на начало V века н. э.

## История

### Древность
В VI—VII веках монархи центрально-японской страны Ямато, носившие титул окими, подчинили своей власти нескольких региональных правителей кими и вакэ и создали централизованное государство — Японию. В VIII веке, основываясь на китайском опыте государственного строительства, они разработали государственную правовую базу и приняли новый титул тэнно — «император». Легитимность правления этих монархов основывалась на божественном авторитете. Японские императоры были первосвященниками религии синто и во время ежегодного праздника сбора урожая ниинамэсай проходили обряд слияния с синтоистскими божествами. Этот праздник наряду с торжеством престолонаследия дайдзёсай был самым большим праздником древнего Императорского двора.
В VIII—IX веках, в период расцвета древнего японского государства, императоры были полновластными суверенами страны и имели монополию осуществлять главные государственные ритуалы. Их господство было обосновано легендами и мифами, записанными в «Записях о делах древности» (708 г.) и «Анналах Японии» (720). Религиозный авторитет императоров был усилен новыми зарубежными учениями: буддизмом, даосизмом, конфуцианством и китайскими оккультными практиками. Члены Императорского рода активно принимали буддизм, а государственные ритуалы позаимствовали форму даосских церемоний. Символами власти императоров были три Божественных сокровища — зеркало, меч и магатама — яшмовое ожерелье. Они передавались из поколения в поколение во время обряда престолонаследия. Резиденция императоров находилась в городе Киото, который был столицей страны.
С X века императоры стали постепенно терять высшую власть в Японии. Вместо них управление Императорским правительством взяли на себя их регенты и советники из аристократического рода Фудзивара, а с конца XI века — отставные императоры, родители или деды царствующих монархов.

### Средневековье
В конце XII века, с образованием альтернативного самурайского правительства — сёгуната в Камакуре, политическое влияние императоров и их двора обветшало. После поражения дворцовой аристократии в антисёгунатском восстании 1221 года японский монарх полностью превратился в номинального правителя. Несмотря на это, императоры оставались главными распорядителями государственных церемоний и ритуалов. Их двор содержался за счёт продаж вельможным самураям почётных должностей в Императорском правительстве.
В 1333 году, после падения сёгуната, император Го-Дайго попытался восстановить древнюю государственную модель VIII—IX веков, проведя реставрацию Кэмму. Она закончилась социально-политическим кризисом и вызвала раскол японского Императорского дома на Южную и Северную династии. Единство дома было восстановлено в 1392 году усилиями нового самурайского сёгуната Муромати, однако император был отстранён от управления страной. Из-за этого в течение XV—XVI веков Двор деградировал. Упадок был настолько глубоким, что самый главный императорский праздник сбора урожая не отмечался 220 лет, а церемония престолонаследия проходила без протокола. Кроме того, с XIV века на протяжении 315 лет не осуществлялся обряд назначения монаршего наследника — Великого сына императора. Все Императорские церемонии и ритуалы были возобновлены лишь в XVIII веке, во времена сёгуната Токугава.

### Новое время
В конце XVI, XVII веке Япония, переживавшая период самурайских междоусобиц, была объединена полководцами Одой Нобунага, Тоётоми Хидэёси и Токугава Иэясу. Они выступали под флагами поддержки императора и способствовали формальной реставрации этого древнего института. Такой же политики придерживался сёгунат Токугава (1603—1867), который финансово помогал Императорскому дому и присоединился к восстановлению дворцовых обрядов. Вместе с тем, сёгунат ограничивал доступ японских монархов к управлению государственными делами. Фактически императоры имели лишь право изменять и совершенствовать календарь, изменять девизы правления и давать самураям номинальные должности в Императорском правительстве.
Заигрывание сёгуната с императором дало толчок рождению идеи «Сонно Дзёи» в среде японских интеллектуалов. Её разрабатывали и популяризировали научные течения кокугаку и неоконфуцианцы. В XIX веке был создан прецедент для реставрации политического влияния императора, когда сёгунат обратился к нему за разрешением на подписание договора с иностранцами. Антисёгунатская оппозиция воспользовалась этим, и в 1860-х годах создала альтернативное Императорское правительство в Киото.
В 1868 году состоялась реставрация Мэйдзи, в ходе которой был ликвидирован сёгунат и было восстановлено прямое Императорское правление. Монаршую резиденцию и столицу страны перенесли из Киото в Токио. Почти как и в древние времена, император стал представлять собой высшую политическую и религиозную власть в стране. Его статус определяла Конституция Великой Японской империи и Закон об Императорском доме 1889 года, а титул императора переходил по мужской линии старшему сыну (женщины из престолонаследования отныне исключались).
Император провозглашался верховным правителем Японской империи, божественной и неприкосновенной личностью арахито-гами, главой государства, надзирателем за действиями всех органов власти и гарантом Конституции. Ему принадлежало право утверждать и провозглашать законы, принятые Парламентом и объявлять его сбор и роспуск. Императорские рескрипты вступали в силу с одобрения Парламента, но могли приобретать силу закона и минуя его, если существовала угроза для государства или общественного порядка, а сам император, который отвечал за выполнение законов, мог менять их по своему усмотрению для приумножения благосостояния граждан. Он определялся как глава исполнительной власти и главнокомандующий Вооружённых сил Японии, который имел право объявлять войну, заключать мирные и иные договоры. Императору также принадлежали права предоставления титулов и государственных наград и право помилования преступников.
Одновременно с этим был создан новый государственный культ почитания предков Императорского рода и установлены новые государственные торжества: праздник основания Императорского титула, праздник основания государства, праздник императора Дзимму и другие. Синто было преобразовано в государственную религию, первосвященником которой стал император. Все синтоистские святилища страны были подчинены Императорскому святилищу Исэ, а их праздники реформированы в соответствии с содержанием праздников Императорского двора.

### Новейшее время
В 1945 году, после поражения Японии во Второй мировой войне, статус синто как государственной религии был отменён, а в следующем году император Сёва провозгласил декларацию человечности, которую многие восприняли как его отказ от личной божественной природы, хотя эта трактовка до сих пор является спорной. Новая Конституция Японии 1947 года определяет его символом Японского государства и единства японской нации, но практически лишает права вмешиваться в государственное управление. Отныне император может выполнять лишь церемониальные функции и должен согласовывать свои действия с Кабинетом министров Японии. В частности, японский монарх назначает премьер-министра Японии по представлению Парламента и председателя Верховного Суда Японии по представлению Кабинета Министров, провозглашает поправки в Конституцию, законы, правительственные указы и договоры, созывает Парламент и распускает Палату Представителей, а также провозглашает проведение всеобщих выборов депутатов Парламента. Также, под контролем Кабинета министров, он утверждает назначение и увольнение министров и государственных служащих, подтверждает ратификационные грамоты и предоставляет амнистии, вручает государственные награды, принимает иностранных послов и проводит государственные церемонии. Также, несмотря на отделение религии от государства, Император фактически остался духовным лидером религии синто, однако статус Верховного главнокомандующего вооружённых сил, которые были созданы позже, закрепился за Премьер-министром. Многие праздники и торжества Императорского двора потеряли государственно-публичный статус, превратившись в частные. Император и его семья ограничены в своих имущественных правах, и не могут принимать или дарить имущество без разрешения Парламента. Начиная с 1947 года император не имел политической неприкосновенности, однако в 1960 году получил её, после введение в силу так называемого Хризантемового табу — запрет на осуждение личности монарха.
Тем не менее роль императора в государственной системе всё же не является совершенно незначительной. Так, к примеру, дела обстоят во взаимосвязи императора с правительством и Парламентом. В Конституции указано, что все решения Кабинета министров и Парламента заверяются императором, но нигде не указано, что император не имеет права отвергать решения правительства или затягивать выполнение решений других представительских органов власти вплоть до неопределённого срока, что фактически аналогично праву абсолютного вето (например в Конституции Испании чётко указано, что король, будучи лишённым права вето, в определённые сроки обязан подписать тот или иной законопроект; в Конституции Японии такая статья отсутствует), так же как и нет чётко сформулированной процедуры роспуска Палаты представителей. Не менее важным является и тот факт, что даже в случае отказа императора отвергнуть решение органов власти, его невозможно отстранить от должности парламентским голосованием, как, например, короля Бельгии — по той простой причине, что в Конституции отсутствует такая статья, а император, как и в старой Конституции, исполняет свои функции пожизненно, имея право лишь в случае необходимости передать свои обязанности Регенту, который действует от его имени и назначается по его же инициативе. По этой причине император теоретически может оказывать значительное влияние на решения действий органов власти. Другое дело, что император никогда этого не делал по личным соображениям. В этом плане позиция императора Японии намного сильнее, чем например у монарха Швеции, который лишён даже формального права подписывать государственные акты. Немаловажную роль играет император и во внешней политике, во время встречи с иностранными главами государств и его содействие в заключении тех или иных дипломатических договоров.
Наряду с Конституцией был принят новый Закон об Императорском доме 1947 года, определяющий порядок престолонаследия в Императорском доме. По этому закону император выполняет свои обязанности в течение всей жизни, а его преемник избирается среди мужчин по мужской линии.
На официальном уровне в Японии и за рубежом император выступает как «глава государства», однако это звание не закреплено за ним законодательно, так как статус главы государства в тексте Конституции не предусмотрен.
2 августа 2014 года правящая Либерально-демократическая партия Японии предложила ряд законопроектов, согласно которым полномочия императора незначительно увеличиваются. В них предполагается, что император в тексте Конституции вновь официально переименовывается из «символа» в «главу государства», и свои решения он принимает не по «совету и одобрению Кабинета» а просто по «совету», что как бы даёт возможность императору предпринимать действия, касающиеся дел государства, по собственному усмотрению, а не с разрешения Кабинета министров. В данный момент законопроект пока не вступил в силу.

## Правит, но не управляет
Большую часть истории Японии (почти непрерывно с конца периода Хэйан, включая период после реставрации Мэйдзи), императоры, хотя формально имели абсолютную власть и почитались как «живые божества», но не имели реальной власти, которая была сосредоточена в руках военных правителей (сёгунов), а в более поздний период — парламента и военных. Императоры были скорее пассивными, статичными, обезличенными «проекциями полярной звезды», «живыми идолами», символами, во многом ограниченными в правах (по сравнению с управляющей элитой) «живыми божествами», потомками богини-солнца Аматэрасу-о-миками, выполняющими роль верховных жрецов религии синто, что во многом и объясняет такую долгоживучесть японского императорского дома. Японская монархия считается самой древней непрерывной наследственной монархией в мире. После поражения Японии во второй мировой войне пост императора уже институционально и официально был превращён в церемониальный, выполняющий роль верховного жреца синтоизма. В настоящее время император выполняет следующие функции:
- согласно Конституции, является «символом государства и единства нации»[37][38];
- объявляет поправки к Конституции, законы, постановления кабинета министров и международные договоры;
- объявляет о выборах, созыве и роспуске парламента;
- удостоверяет назначения и увольнения министров;
- удостоверяет и принимает верительные грамоты послов;
- удостоверяет общую и специальную амнистию;
- присваивает государственные награды[39];
- имеет право на то, чтобы с ним консультировались;
- имеет право поощрять определенную политику;
- имеет право предостерегать от тех или иных действий[40];
- проводит встречи с премьер-министром и министрами для предоставления ими пояснений по вопросам, находящимся в сфере их компетенции[41].

## Отречение
В VII—XIX веках в Японии существовал титул Дайдзё тэнно, который присваивали императору (реже императрице), отрёкшемуся от трона. Всего этот титул получили более 60 человек. В середине XIX века титул «Дайдзё тэнно» был упразднён. В июне 2017 года Верхняя палата парламента Японии приняла закон, который разрешает действующему императору Акихито отречься от престола. Данный закон относится не ко всему Императорскому дому, а лично к Акихито. 83-летнему Акихито было разрешено в течение трёх лет передать власть своему сыну — принцу Нарухито, что он и сделал 30 апреля 2019 года.